# Liwa Sultan Souleymane Chah
Le Liwa Sultan Souleymane Chah (arabe : لواء السلطان سليمان شاه, « La Brigade du sultan Souleymane Chah ») est un groupe rebelle de la guerre civile syrienne.

## Histoire

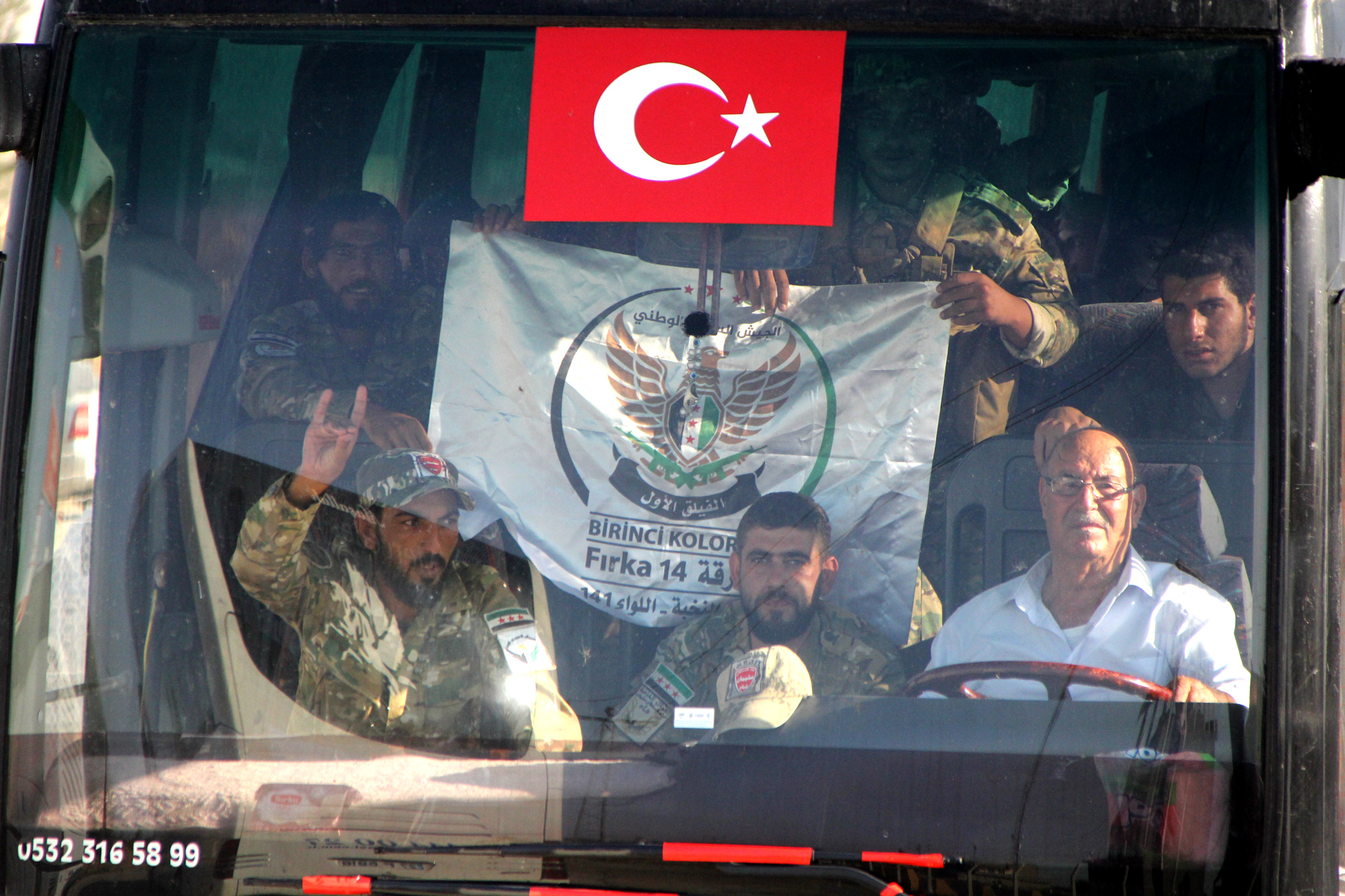
Des rebelles du Liwa Sultan Souleymane Chah, transportés par bus d'Azaz à Akçakale, le 12 octobre 2019, lors de l'Opération Source de paix. L'un des combattants fait le signe des Loups gris.

Le Liwa Sultan Souleymane Chah est fondé en septembre 2016 à Jarablus, lors de l'Opération Bouclier de l'Euphrate,. Affilié à l'Armée syrienne libre, le groupe est constitué en majorité de combattants turkmènes,. Fin 2017, le groupe intègre l'Armée nationale syrienne. En 2018, il prend part à la bataille d'Afrine.
En 2020, des combattants du groupe sont engagés en Libye, où ils prennent part à la bataille de Tripoli. Quelques mois plus tard, des combattants sont envoyés en Azerbaïdjan, lors de la seconde guerre du Haut-Karabagh.